# Botanischer Garten der Akademie Šiauliai der Universität Vilnius

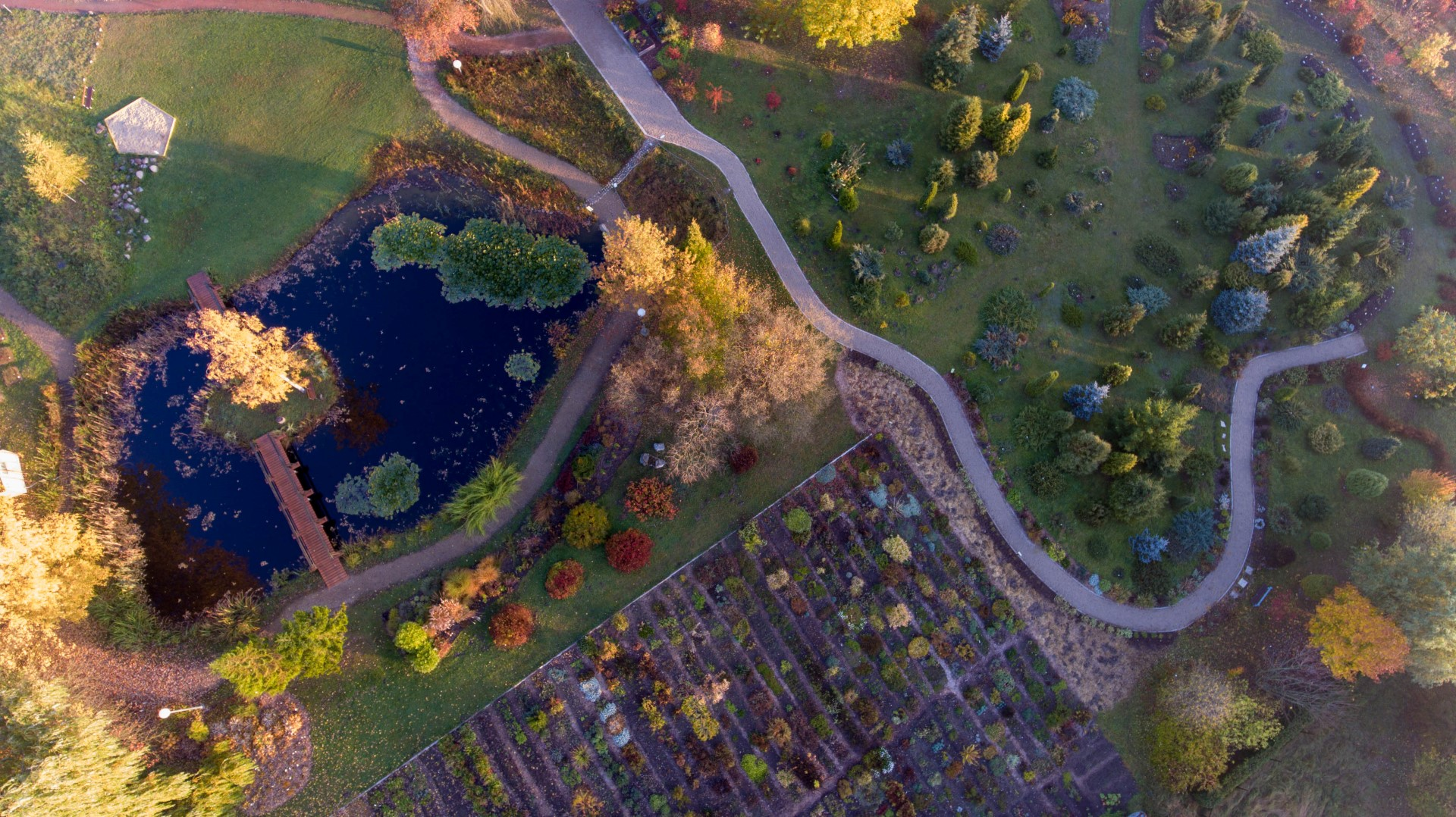
Luftbild

Der Botanische Garten der Akademie Šiauliai der Universität Vilnius ist ein  von der Universität Šiauliai gegründeter und jetzt von der Universität Vilnius betriebener botanischer Garten in der Paitaičių str. 4, Šiauliai, Litauen. Seine Größe beträgt 6,54 ha. Neben dem Botanischen Garten der Universität Vilnius ist es der zweite Botanische Garten in der Stadt.
Der Botanische Garten ist Mitglied der Litauischen Vereinigung der Botanischen Universitätsgärten (LAUBG), der Vereinigung der Baltischen Botanischen Gärten (ABBG), der Botanic Garden Conservation International (BGCI) und des Netzwerks der Botanischen Gärten im Ostseeraum. Forschungen werden betrieben zur Einführung und Akklimatisation von Zierpflanzen und zur Förderung und Erhaltung der Biodiversität, etwa durch Ex-situ-Zucht. Außerdem dient der Garten der Ausbildung im Rahmen des Biologiestudiums an der Universität.

## Geschichte
Die ehemalige biologische und agrobiologische Station wurde 1958 gegründet. Das sowjetlitauische Exekutivkomitee der Stadt Šiauliai bewilligte 2,5 ha fruchtbares Land in der Nähe der Eisenbahnlinie (damals ein leeres, namenloses Gebiet) für die Einrichtung der biologischen Station. 1962 bepflanzte man das gesamte Gelände mit Obstbäumen sowie 2–3 Reihen verschiedener Bäume und Sträucher, ein kleiner Alpenblumengarten wurde angelegt, später die Abteilung für Pflanzensammlung und 1997 der Botanische Garten gegründet.

## Sammlungen
Besondere Sammlungen: 905 Arten der Systematischen und pflanzengeografischen Sammlung, 300 Taxa Pflanzen der Familie Ericaceae, 1200 Taxa der Zierpflanzen, 987 Arten der Alpenpflanzen, 600 Arten Gehölz, 180 Taxa der einheimischen Flora Litauens.